# Ducie

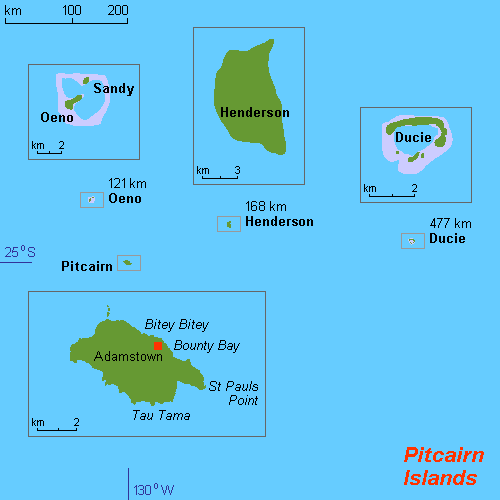
Ducies läge bland Pitcairnöarna.

Ducieatollen, eller Ducie Island, är en atoll i södra Stilla havet, cirka 467 kilometer öster om Pitcairn. 

## Geografi
Atollen har en yta på cirka 4 km² med en längd på cirka 2,5 kilometer och bredd på cirka 1,5 kilometer. Den högsta höjden på huvudön Acadia Island är på cirka 4 meter över havet. Ön är glest bevuxen med endast ett fåtal träd. Lagunen är djup och känd för sina giftiga fiskar och livsfarliga hajar (vitfenad revhaj) och omges av småöarna Westward Island, Pandora Island och Edwards Island.

## Historia
Atollen upptäcktes den 26 januari 1606 av den portugisiske sjöfararen Pedro Fernandez de Quiros och namngavs då Encarnacion men föll i glömska. Den återupptäcktes 1791 av den brittiske sjöfararen kapten Edward Edwards och hans besättning på H.M.S Pandora och namngavs Ducie Island efter Francis Ducie vars protegé han var.
Edwards var på jakt efter Fletcher Christian och de övriga myteristerna från Bounty. Dessa visste aldrig hur nära de var att bli upptäckta och återförda till England för en rättegång. Om Edwards hade fortsatt sin resa i samma riktning hade han kommit till Pitcairn, och eftersom han var noga med att undersöka varje ö han kom till så hade troligtvis myteristerna gripits. Nu vände Edwards istället norrut, och han missade ön.
Den 19 december 1902 annekterades Ducie Island av Storbritannien och atollen införlivades 1938 i den brittiska kolonin Pitcairnöarna (Pitcairn and dependencies).